# Caleb Deschanel
Caleb Deschanel (Philadelphia, Pennsylvania, 1944. szeptember 21. –) francia származású amerikai filmrendező, film operatőr, több szakmai díj nyertese, többszörös Oscar-jelölt.

## Élete
1962-től a baltimore-i Johns Hopkins Egyetemre járt, itt találkozott Walter Murch-csel, akivel művészi előadásokat, "happeningeket" szerveztek. Murch egy évvel előtte végzett és arra biztatta Deschanel-t hogy kövesse őt Dél-kaliforniai Egyetem (USC) filmes-tévés tanszékére, amit az egyetem az AMPAS-szal közösen tart fenn és mint ilyen, a világ egyik legjobb intézményének számít. Deschanel itt szerezte meg másoddiplomáját 1968-ban, mások mellett George Lucas osztálytársaként. Ő mutatta be Francis Ford Coppola-nak, akitől első jelentősebb munkáit kapta.
1972-ben nősült meg, 1984-ben alapította társtulajdonosként saját kis filmgyártó vállalkozását, a Dark and Light Pictures-t.
2003 óta az operatőrök képviseletében tagja az AMPAS igazgatótanácsának.
Nős és két lánya van, felesége Mary Jo Deschanel és lányai Zooey Deschanel és Emily Deschanel is színésznők. Felesége több Caleb által készített filmben is feltűnik, így Az igazakban és A hazafiban, valamint a Twin Peaks c. sorozatban.
Munkáit (különösen az Őstehetséget) idézik operatőröknek és filmeseknek szóló tananyagokban, mint az ellenfénnyel, mint kifejezőeszközzel történő fényképezés mesterdarabját. Ezenkívül kiemelik "képei tisztaságát és briliáns fényességét".

### Díjak
Oscar-díj: Eddig ötször volt jelölve a legjobb operatőrnek járó Oscar-díjra, de egyszer sem nyerte meg. Jelölései: 1984: The Right Stuff (Az igazak), 1985: The Natural (Őstehetség), 1997: Fly Away Home (Repülj velem!), 2001: The Patriot (A hazafi), 2005: The Passion of the Christ (A passió)
ASC (American Society of Cinematographers) díj: Háromszor volt jelölve (Repülj velem!, A hazafi, A passió), de csak egyszer, A hazafiért nyerte el.
BAFTA, BSC: Mindkét brit szervezet az 1979-es The Black Stallion (A fekete paripa) c. filmjét ismerte el, de mindkétszer csak jelölt maradt. Ugyanezért a filmjéért viszont megnyerte a legjobb operatőrnek járó éves díjat a Los Angeles-i Filmkritikusok Szövetségétől és a Filmkritikusok Országos Szövetségétől.
Ezüst Medve: Nem operatőrként, hanem 1976-os rövidfilmje, a Trains (Vonatok) rendezőjeként kapta Berlini Nemzetközi Filmfesztivál díját.

## Filmjei
1. Killshot (2006)
2. Ask the Dust (2006)
3. A nemzet aranya (National Treasure) (2004)
4. A passió (The Passion of the Christ) (2004)
5. Timeline (2003)
6. The Hunted (2003)
7. A hazafi (The Patriot) (2000)
8. Anna és a király (Anna and the King) (1999)
9. The Haunting (1999)
10. Üzenet a palackban (Message in a Bottle) (1999)
11. Majd elválik! (Hope Floats) (1998)
12. Repülj velem! (Fly Away Home) (1996)
13. It Could Happen to You (1994)
14. The Slugger's Wife (1985)
15. Őstehetség(The Natural) (1984)
16. Az igazak (The Right Stuff) (1983)
17. Let's Spend the Night Together (1983)
18. Being There (1979) (Isten hozta, Mr…)
19. A fekete paripa (The Black Stallion) (1979)
20. Amerikai graffiti 2. (1979)
21. Vonatok (Trains) (1976)  író, rendező is

Ezenkívül közreműködött a Titanic c. filmben, ahol a napjainkban játszódó részek operatőre volt (James Cameron érzékeltetni akarta a korszakok közötti különbséget a képi világban is, ezért nem Russell Carpenter vezető operatőr fényképezte a Halifaxban és a kutatóhajón játszódó jeleneteket).
Vélhetően hasonló megfontolásból, illetve hogy kipróbálja Caleb tehetségét, bízta meg a bejátszások fényképezésével Francis Ford Coppola az Apokalipszis most című filmben 1979-ben.
Rendezett néhány más kisebb költségvetésű filmet valamint vendégrendezőként tévésorozatok, így a Law & Order és a Twin Peaks néhány epizódját.